# Shadow the Hedgehog (відеогра)
Shadow the Hedgehog (яп. シャドウ・ザ・ヘッジホッグ, Сядо: дза Хеддзіхоггу, укр. «Їжак Шедоу») —  відеогра, серії Sonic the Hedgehog, випущена для ігрових консолей GameCube, PlayStation 2 та Xbox у листопаді 2005 року. У 2013 році була перевидана для PlayStation 3 і поширювалася лише в Японії через сервіс PlayStation Network у розділі «PS2 Classics». Розробкою займалася студія Sega Studio USA (відома раніше як Sonic Team USA). 
Відповідно до концепції попередніх ігор, таких як Sonic Adventure, Sonic Adventure 2 та Sonic Heroes, Shadow the Hedgehog є тривимірним платформером. Більшість рівнів мають три можливі місії - «Hero», «Dark» і «Normal», тому гравець повинен сам вибрати в якому стилі повинна проходити гра; деякі рівні мають лише дві сторони. На цей вид ігрового процесу посилається гасло гри: «Герой чи лиходій? Ви вирішуєте». Сюжет заснований на спробах їжака Шедоу, створеного дідом доктора Еґмана, Джеральдом Роботніком, і страждаючи від амнезії, дізнатися про своє минуле.
Розробка Shadow the Hedgehogрозпочалася після виходу Sonic Heroes, у 2004 році. Після виходу проєкт отримав від критиків переважно негативні відгуки, але йому супроводжував комерційний успіх. Оглядачам не сподобалася похмура атмосфера та використання вогнепальної зброї, але похвалили реграбельність. До липня 2006 року було продано 1 600 000 копій гри. Sonic the Hedgehog стала останньою грою у серії Sonic the Hedgehog, розробленою у Sega Studio USA; у 2008 році вона була знову об'єднана з японською командою Sonic Team.

## Ігровий процес
Shadow the Hedgehog є тривимірним платформером з елементами жанрів action-adventure та шутера від третьої особи. Головним героєм гри виступає їжак Шедоу. Як і в попередніх частинах серії Sonic the Hedgehog, гравцю на рівнях потрібно знищувати ворогів та збирати кільця для захисту персонажа від загибелі та отримання додаткових життів.
Проходження рівнів завершується після виконання місій, поділених на три категорії: «Hero», «Dark» та «Normal». У ролі помічників під час місій «Hero» виступають їжак Сонік, лис Тейлз, єхидна Наклз, іноді доктор Еґман. Місії «Dark» включають виконання завдань від Блек Армс (інопланетної раси на чолі з Блек Думом) або доктора Еґмана. У «Normal» потрібно просто досягти великого кільця наприкінці рівня. Місії можна в будь-який момент перемкнути, обравши в меню паузи або на хрестовині, бажану сторону. Проте вороги, які нападають на Шедоу, не залежать від обраної сторони. Місія вибраної ділянки впливає на сюжет, і після закінчення останнього завдання гравець може побачити одну з десяти кінцівок. Кожен рівень супроводжується коротким відеороликом чи битвою з босом.

Шедоу використовує пістолет-кулемет для розстрілювання солдат G.U.N. Дорослі теми гри та додавання зброї були двома основними областями критики.

Для боротьби з ворогами гравець додатково може користуватися зброєю або різними предметами, наприклад пістолетами або дорожніми знаками. Тут також є транспортні засоби, необхідні для знищення противників чи об'їзду ділянок з кислотою. Як і в більшості ігор про Соніка, важливу роль у Shadow the Hedgehog відіграють каміння Смарагди Хаосу. Вони дозволяють Шедоу виконувати прийоми chaos control, які дозволяють рухатися швидким темпом лише на рівні й сповільнювати час, і chaos blast, необхідних для знищення всіх найближчих ворогів. Здібності головного героя можна використовувати тільки після повного заповнення спеціальної смуги: темно-синій для «Hero» і червоної для «Dark». Для заповнення потрібно знищувати солдатів організації G.U.N або чудовиськ Блек Армс.
У Shadow the Hedgehog є багатокористувацький режим, що підтримує до двох гравців. Тут використовується технологія розділеного екрана. Мультиплеєр зберігає основну механіку поодинокої гри, але дія відбувається на трьох спеціально розроблених рівнях. Для проходження можна вибрати самого Шедоу або одного з доступних клонів, що відрізняються між собою колірною палітрою. На рівнях гравці нападають один на одного і крадуть кільця, триває гра доти, доки один із персонажів не загине. Крім того, якщо до консолі під'єднано два контролери, у режимі історії другий гравець може керувати додатковим персонажем.

### Рівні
| Номер рівня  | Номер рівня       | Номер рівня      | Номер рівня    | Номер рівня    | Номер рівня       | Остання історія |
| 1            | 2                 | 3                | 4              | 5              | 6                 | Остання історія |
| ------------ | ----------------- | ---------------- | -------------- | -------------- | ----------------- | --------------- |
|              |                   |                  | «Central City» | «The ARK»      | «G.U.N. Fortress» | «The Last Way»  |
|              | «Digital Circuit» | «Cryptic Castle» | «The Doom»     | «Air Fleet»    | «Black Comet»     | «The Last Way»  |
| «Westopolis» | «Glyphic Canyon»  | «Prison Island»  | «Sky Troops»   | «Iron Jungle»  | «Lava Shelter»    | «The Last Way»  |
|              | «Lethal Highway»  | «Circus Park»    | «Mad Matrix»   | «Space Gadget» | «Cosmic Fall»     | «The Last Way»  |
|              |                   |                  | «Death Ruins»  | «Lost Impact»  | «Final Haunt»     | «The Last Way»  |

## Сюжет

### Персонажі
Головним персонажем гри є їжак Шедоу — найвища форма життя, створена 50 років тому у космічній колонії «АРК» професором Джеральдом Роботніком. Під час досліджень вчений створив кілька прототипів, серед яких був головний герой. У Sonic Adventure 2 Шедоу помер у космосі, але повернувся у Sonic Heroes вже з амнезією. У своїй сольній грі Шедоу починає пригоду з метою дізнатися про своє минуле.
У сюжетній лінії «Hero» Шедоу допомагатиме військовій організації «Guardian Units of Nations» (G.U.N.) і персонажам з попередніх ігор серії: їжак Сонік, лисеня Тейлз, єхидна Наклз, кажан Руж, їжачка Емі Роуз, робот E- 123 Омега, хамелеон Еспіо, крокодил Вектор і бджола Чармен. Вони об'єдналися з метою захисту землі від Еґмана та інопланетян Блек Армсов. Лідер інопланетян Блек Дум стежить за діями Шедоу за допомогою свого «Ока Дума». У сюжетній лінії «Dark» Шедоу допомагає йому й лікареві, кожен з яких хоче заволодіти усіма Смарагдами Хаосу для своїх цілей.

### Історія

Сюжетна лінія розділена на три частини - «Hero», «Dark» і «Normal». Білі квадрати означають рівень, червоний і синій квадратики - головний бос. Кольорові лінії означають, як виконані завдання можуть вплинути на сюжет

П'ятдесят років тому професор Джеральд Роботнік розпочав експеримент під назвою «Проєкт „Тінь“» у глибині робочої станції «АРК». За наказом уряду він намагався розкрити секрети вічного життя. Експеримент призвів до створення їжака Шедоу, найвищої форми життя, яка могла використати таємничу силу Смарагдів Хаосу. Після подій Sonic Adventure 2, де вперше з'явився головний герой, він вважався мертвим, але повернувся до Sonic Heroes з амнезією. Дія Shadow the Hedgehog відбувається після подій Sonic Heroes.
На початку гри Шедоу пам'ятає лише три речі: його спробу втечі з «АРК» — великої космічної станції, онучку Джеральда Роботніка — Марію, та її смерть від пострілу солдата з військової організації «Guardian Units of Nations» (G.U.N.). Персонаж запитує, хто він, чому він нічого не пам'ятає, і хто така Марія. Гра починається у місті Вестополіс, на яке нападають інопланетяни Блек Армс. Їхній лідер Блек Дум (англ. Black Doom) розповідає Шедоу про стару угоду — принести йому Смарагди Хаосу.Головний герой дивується, звідки Блек Дум знає його ім'я, але розуміє важливість збирання каміння - вони допоможуть згадати минуле.
Сюжет розвивається за кілька рівнів. У міру завершення місій, Шедоу дізнається більше про своє минуле. Він може допомагати Блек Армс і доктору Еґману («Dark»), які хочуть використовувати Смарагди Хаосу для своїх цілей, або ж співпрацювати з армією «G.U.N» і командою Соніка («Hero»), що захищають світ від Темної сторони, або не вибирати жодну зі сторін і шукати каміння собі («Normal»). Місії визначають, яка з десяти можливих кінцівок буде показана після збору всіх Смарагдів та перемоги над останнім босом.
У грі є істинна, 11-та кінцівка. Шедоу все-таки зміг роздобути всі смарагди Хаосу. Блек Дум використовує їх за допомогою Хаос Контролю для переміщення комети з космосу прямо на Землю. Їжак у результаті дізнається своє походження. Він був створений Джеральдом Роботніком із крові Блек Дума 50 років тому. Шедоу, з метою запобігти знищенню планети, забирає у лідера інопланетян Смарагди для перетворення на супер-форму. У сутичці він перемагає лиходія, після чого використовує Хаос Контроль для переміщення комети у космос, де її знищує колонія «АРК». Наприкінці Шедоу, дивлячись Землю, викидає фотографію Марії зі словами «Прощавай навіки… Їжак Шедоу».

## Розробка та вихід гри
Shadow the Hedgehog була розроблена Sega Studio USA, колишнім підрозділом Sonic Team від Sega. Створення гри почалося після виходу Sonic Heroes, у 2004 році, і планувалося як своєрідне продовження Sonic Adventure 2. Висока популярність їжака Шедоу серед фанатів серії змусила компанію створити сольну гру для антигероя Соніка, заодно розкривши таємницю його походження. Сценарієм для Shadow the Hedgehog зайнявся керівник та провідний дизайнер проєкту Такаші Іізука. Їм була запропонована ідея створити у грі нелінійний сюжет, щоб виконані гравцем завдання могли вплинути на перебіг подій. Цю особливість розробники вирішили наголосити на березневому заході Walk of Game, де був вперше продемонстрований слоган «Герой чи лиходій? Ви вирішуєте» (англ. Hero or villain? You decide). Незважаючи на те, що деяка лексика головного героя була вирізана з фінальної версії гри, у діалогах Шедоу вживає такі табуйовані слова як «біс» (англ. damn) або «пекло» (англ. hell).
Гра була створена насамперед для підлітків та дорослих. Команда розробників черпала ідеї для проєкту з фільмів «Інший світ», «Костянтин: Володар темряви», та серії «Термінатор». У Shadow the Hedgehog було вирішено привнести в ігровий процес кілька новацій, наприклад, використання транспортних засобів та зброї, яких не було раніше в жодній грі серії Sonic the Hedgehog. За словами продюсера Юдзі Наки, команда у такий спосіб вирішила «кинути виклик самим собі, створивши гру з високошвидкісними ділянками та пістолетами». А ігровим персонажем став їжак Шедоу, оскільки він ідеально вписується у рамки нового геймплея. Однак розробники не хотіли відмовлятися від швидкісного проходження рівнів, який завжди був притаманний франшизі. Такаші Іізука хотів за допомогою незвичайного стилю та жанру гри залучити американську аудиторію. Крім того, продюсер Юдзі Нака у травні 2005 року повідомив, що отримував від фанатів листи з проханнями дати зброю та Соніку.
Рушійом для Shadow the Hedgehog послужив RenderWare, що використовувалися раніше у Sonic Heroes. Відеоролики створювалися у компанії Blur Studio. Гра розроблялася для консолей GameCube, PlayStation 2 та Xbox. Оскільки команда не стала створювати кожної консолі ексклюзивний контент, всі три версії ідентичні між собой. Юдзі Нака хотів за допомогою мультиплатформи збільшити кількість шанувальників серії Sonic the Hedgehog, і, у разі успіху Shadow the Hedgehog, планував і надалі створювати відгалуження за участю інших персонажів франшизи. Важливою метою команди було створення гри з високою частотою кадрів, приблизно до 60 fps. Програмуванням займався Такесі Сакакібара, який брав участь у створенні Sonic Adventure 2.
Анонс гри відбувся 23 березня 2005. У травні цього року Шедоу «з'явився» разом із Юдзі Накою і Такаші Іізукою у одному зі змішаних боїв японської прем'єр-ліги Pancrase. Для просування гри гурт M-Flo створив ремікс пісні «Tripod Baby» і випустив музичний відеокліп із Шедоу. Shadow the Hedgehog демонструвалася на виставці  Electronic Entertainment Expo 2005.
Вихід Shadow the Hedgehog відбувся того ж місяця, що й Sonic Rush для портативної консолі Nintendo DS – у листопаді 2005|EU=18 ноября 2005. Обмеженою серією продавався контролер для PlayStation 2, у якому був зображений їжак Шедоу. 19 червня 2013 року на території Японії відбувся вихід Shadow the Hedgehog на PlayStation 3. Ця версія розповсюджується через сервіс PlayStation Network у розділі «PS2 Classics».

## Саундтрек

Обкладинка музичного альбому Lost and Found: Shadow the Hedgehog Vocal Trax

Музика для гри була написана Дзюном Сеноуе (він же за сумісництвом і звукорежисер), Ютакой Мінобе, Кеїті Сугіямою, Маріко Намбой, Томой Отані, Лі Брозертоном, Масахіро Фукухарой і Кен'їті Токої. У створенні композицій брали участь гурти Julien-K, Magna-Fi та Powerman 5000. Головну та заключну теми, «I Am… All of Me» і «Never Turn Back»,, виконала Crush 40. Також для Shadow the Hedgehog були написані треки «Broken» групи Sins of a Divine Mother, але Дзюн Сеноуе не зміг зв'язатися з композиторами для запису і врешті-решт її замінили на композицію «Chosen One» від A2, і «Who I Am» у виконанні Magna-Fi, також замінена на «I Am… All of Me».
Усього було випущено два саундтреки до Shadow the Hedgehog. Вихід першого альбому, Lost and Found: Shadow the Hedgehog Vocal Trax (яп. ロスト アンド ファウンド シャドウ・ザ・ヘッジホッグ ヴォーカル トラックス, Росуто андо Фаундо Сядо: дза Хедзіхоггу Вокару Тораккусу), відбувся 22 лютого 2006 року. У ньому міститься сім пісень, включаючи і один ремікс. Одночасно був виданий офіційний саундтрек Shadow the Hedgehog Original Soundtrax (яп. シャドウ・ザ・ヘッジホッグ オリジナル・サウンドトラックス, Сядо: дза Хедзіхоггу Орідзінару Саундотораккусу). Обидва музичні альбоми поширювалися лейблом Wave Master. Композиції з гри були пізніше включені до альбомівTrue Colors: The Best of Sonic the Hedgehog Part 2 (2009), Sonic Generations: 20 Years of Sonic Music (2011), History of the 1ST Stage Original Soundtrack White Edition (2011), History of Sonic Music 20th Anniversary Edition (2011), Sonic the Hedgehog 25th Anniversary Selection (2016), а також з'явилися в деяких альбомах Дзюна Сеноуе та групи Crush 40.
| Lost and Found: Shadow the Hedgehog Vocal Trax | Lost and Found: Shadow the Hedgehog Vocal Trax | Lost and Found: Shadow the Hedgehog Vocal Trax | Lost and Found: Shadow the Hedgehog Vocal Trax | Lost and Found: Shadow the Hedgehog Vocal Trax | Lost and Found: Shadow the Hedgehog Vocal Trax |
| #                                              | Назва                                          | Автор слів                                     | Автор музики                                   | Исполнитель                                    | Тривалість                                     |
| ---------------------------------------------- | ---------------------------------------------- | ---------------------------------------------- | ---------------------------------------------- | ---------------------------------------------- | ---------------------------------------------- |
| 1.                                             | «I Am… All of Me»                              | Джонні Джіоелі                                 | Дзюн Сеноуе                                    | Crush 40                                       | 3:50                                           |
| 2.                                             | «Almost Dead»                                  | Powerman 5000                                  | Powerman 5000                                  | Powerman 5000                                  | 3:24                                           |
| 3.                                             | «Waking Up»                                    | Раян Шак                                       | Амір Дерак                                     | Julien-K                                       | 3:20                                           |
| 4.                                             | «E.G.G.M.A.N. Doc Robeatnix Mix»               |                                                |                                                | REMIX Factory feat. Пол Шортино                | 3:38                                           |
| 5.                                             | «The Chosen One»                               | A2                                             | A2                                             | A2                                             | 4:11                                           |
| 6.                                             | «All Hail Shadow»                              | Magna-Fi                                       | Magna-Fi                                       | Magna-Fi                                       | 3:23                                           |
| 7.                                             | «Never Turn Back»                              | Джонні Джіоелі                                 | Дзюн Сеноуе                                    | Crush 40                                       | 4:40                                           |

| Shadow the Hedgehog Original Soundtrax. Диск 1 | Shadow the Hedgehog Original Soundtrax. Диск 1   | Shadow the Hedgehog Original Soundtrax. Диск 1 | Shadow the Hedgehog Original Soundtrax. Диск 1 | Shadow the Hedgehog Original Soundtrax. Диск 1 | Shadow the Hedgehog Original Soundtrax. Диск 1 |
| #                                              | Назва                                            | Автор слів                                     | Автор музики                                   | Виконавець                                     | Тривалість                                     |
| ---------------------------------------------- | ------------------------------------------------ | ---------------------------------------------- | ---------------------------------------------- | ---------------------------------------------- | ---------------------------------------------- |
| 1.                                             | «I Am… All of Me / Opening ver.»                 | Джонні Джіоелі                                 | Дзюн Сеноуе                                    | Crush 40                                       | 1:51                                           |
| 2.                                             | «System: Main Menu»                              |                                                | Дзюн Сеноуе                                    |                                                | 1:17                                           |
| 3.                                             | «Event: Prologue»                                |                                                | Ютака Мінобе                                   |                                                | 1:24                                           |
| 4.                                             | «Westopolis»                                     |                                                | Дзюн Сеноуе                                    |                                                | 2:48                                           |
| 5.                                             | «Event: Invaders»                                |                                                | Дзюн Сеноуе                                    |                                                | 0:46                                           |
| 6.                                             | «Event: Vast Nazca»                              |                                                | Дзюн Сеноуе                                    |                                                | 0:22                                           |
| 7.                                             | «Glyphic Canyon»                                 |                                                | Дзюн Сеноуе                                    |                                                | 2:30                                           |
| 8.                                             | «Event: Doom’s Eye»                              |                                                | Дзюн Сеноуе                                    |                                                | 0:38                                           |
| 9.                                             | «Digital Circuit»                                |                                                | Дзюн Сеноуе                                    |                                                | 2:59                                           |
| 10.                                            | «Lethal Highway»                                 |                                                | Дзюн Сеноуе                                    |                                                | 3:28                                           |
| 11.                                            | «Boss: Black Bull»                               |                                                | Дзюн Сеноуе                                    |                                                | 2:51                                           |
| 12.                                            | «Event: Determination»                           |                                                | Дзюн Сеноуе                                    |                                                | 1:05                                           |
| 13.                                            | «Event: EG Control Room»                         |                                                | Дзюн Сеноуе                                    |                                                | 0:24                                           |
| 14.                                            | «Cryptic Castle»                                 |                                                | Дзюн Сеноуе                                    |                                                | 2:46                                           |
| 15.                                            | «Event: Shut Your Mouth»                         |                                                | Дзюн Сеноуе                                    |                                                | 0:38                                           |
| 16.                                            | «Boss: Egg Breaker»                              |                                                | Дзюн Сеноуе                                    |                                                | 1:02                                           |
| 17.                                            | «Event: Flying with Tornado»                     |                                                | Дзюн Сеноуе                                    |                                                | 0:25                                           |
| 18.                                            | «Circus Park»                                    |                                                | Маріко Намба                                   |                                                | 3:08                                           |
| 19.                                            | «Prison Island»                                  |                                                | Дзюн Сеноуе                                    |                                                | 2:35                                           |
| 20.                                            | «Event: No Way Out»                              |                                                | Ютака Мінобе                                   |                                                | 0:59                                           |
| 21.                                            | «Death Ruins»                                    |                                                | Дзюн Сеноуе                                    |                                                | 2:23                                           |
| 22.                                            | «Sky Troops»                                     |                                                | Дзюн Сеноуе                                    |                                                | 3:52                                           |
| 23.                                            | «Event: Great Blackarms»                         |                                                | Дзюн Сеноуе                                    |                                                | 0:40                                           |
| 24.                                            | «Central City»                                   |                                                | Дзюн Сеноуе                                    |                                                | 2:05                                           |
| 25.                                            | «Event: Preparation for Ritual»                  |                                                | Дзюн Сеноуе                                    |                                                | 1:09                                           |
| 26.                                            | «The Ark»                                        |                                                | Дзюн Сеноуе і Томоя Отані                      |                                                | 2:49                                           |
| 27.                                            | «Event: Shadow Incoming»                         |                                                | Дзюн Сеноуе                                    |                                                | 0:27                                           |
| 28.                                            | «Boss: Blue Falcon»                              |                                                | Дзюн Сеноуе                                    |                                                | 2:56                                           |
| 29.                                            | «Event: Eclipse Cannon»                          |                                                | Ютака Мінобе                                   |                                                | 0:39                                           |
| 30.                                            | «Event: Brief Relief»                            |                                                | Дзюн Сеноуе                                    |                                                | 0:46                                           |
| 31.                                            | «Event: I Know Professor…»                       |                                                | Дзюн Сеноуе                                    |                                                | 0:26                                           |
| 32.                                            | «Gun Fortress»                                   |                                                | Дзюн Сеноуе                                    |                                                | 2:21                                           |
| 33.                                            | «Event: Showdown»                                |                                                | Ютака Мінобе                                   |                                                | 0:35                                           |
| 34.                                            | «Boss: Black Doom»                               |                                                | Ютака Мінобе                                   |                                                | 2:10                                           |
| 35.                                            | «Ending: Evil Ending»                            |                                                | Ютака Мінобе                                   |                                                | 1:03                                           |
| 36.                                            | «Jingle: Awake Hero»                             |                                                | Дзюн Сеноуе                                    |                                                | 0:15                                           |
| 37.                                            | «Jingle: Awake Dark»                             |                                                | Дзюн Сеноуе                                    |                                                | 0:39                                           |
| 38.                                            | «Jingle: Chaos Control»                          |                                                | Дзюн Сеноуе                                    |                                                | 0:26                                           |
| 39.                                            | «Jingle: Chaos Control Slow ver.»                |                                                | Дзюн Сеноуе                                    |                                                | 0:32                                           |
| 40.                                            | «Jingle: Round Clear»                            |                                                | Дзюн Сеноуе                                    |                                                | 0:08                                           |
| 41.                                            | «System: Battle Menu»                            |                                                | Дзюн Сеноуе                                    |                                                | 1:10                                           |
| 42.                                            | «2P vs. Battle»                                  |                                                | Дзюн Сеноуе                                    |                                                | 2:29                                           |
| 43.                                            | «Digital Circuit: Remix ver.» (Бонусный трек)    |                                                | Дзюн Сеноуе                                    |                                                | 2:06                                           |
| 44.                                            | «Digital Circuit: Original ver.» (Бонусний трек) |                                                | Дзюн Сеноуе                                    |                                                | 1:45                                           |
| 45.                                            | «Circus Park: Original ver.» (Бонусний трек)     |                                                | Маріко Намба                                   |                                                | 3:02                                           |
| 70:49                                          |                                                  |                                                |                                                |                                                |                                                |

| Shadow the Hedgehog Original Soundtrax. Диск 2 | Shadow the Hedgehog Original Soundtrax. Диск 2 | Shadow the Hedgehog Original Soundtrax. Диск 2 | Shadow the Hedgehog Original Soundtrax. Диск 2 | Shadow the Hedgehog Original Soundtrax. Диск 2 | Shadow the Hedgehog Original Soundtrax. Диск 2 |
| #                                              | Назва                                          | Автор слів                                     | Автор музики                                   | Виконавець                                     | Тривалість                                     |
| ---------------------------------------------- | ---------------------------------------------- | ---------------------------------------------- | ---------------------------------------------- | ---------------------------------------------- | ---------------------------------------------- |
| 1.                                             | «System: Select»                               |                                                | Дзюн Сеноуе                                    |                                                | 1:15                                           |
| 2.                                             | «System: Story»                                |                                                | Дзюн Сеноуе                                    |                                                | 1:03                                           |
| 3.                                             | «Event: To the World of the Memory»            |                                                | Ютака Мінобе                                   |                                                | 0:53                                           |
| 4.                                             | «Lost Impact»                                  |                                                | Дзюн Сеноуе                                    |                                                | 2:22                                           |
| 5.                                             | «The Doom»                                     |                                                | Ютака Мінобе                                   |                                                | 2:04                                           |
| 6.                                             | «Event: Foolish Humans»                        |                                                | Дзюн Сеноуе                                    |                                                | 0:37                                           |
| 7.                                             | «Boss: Heavy Dog»                              |                                                | Дзюн Сеноуе                                    |                                                | 1:40                                           |
| 8.                                             | «Event: All Torn Down»                         |                                                | Дзюн Сеноуе                                    |                                                | 1:13                                           |
| 9.                                             | «Air Fleet»                                    |                                                | Дзюн Сеноуе                                    |                                                | 2:37                                           |
| 10.                                            | «Event: Team Chaotix»                          |                                                | Дзюн Сеноуе                                    |                                                | 0:34                                           |
| 11.                                            | «Event: Electrified»                           |                                                | Дзюн Сеноуе                                    |                                                | 0:25                                           |
| 12.                                            | «Mad Matrix»                                   |                                                | Дзюн Сеноуе                                    |                                                | 2:13                                           |
| 13.                                            | «Event: Shadow Android»                        |                                                | Дзюн Сеноуе                                    |                                                | 0:43                                           |
| 14.                                            | «Iron Jungle»                                  |                                                | Дзюн Сеноуе                                    |                                                | 2:10                                           |
| 15.                                            | «Lava Shelter»                                 |                                                | Дзюн Сеноуе                                    |                                                | 2:54                                           |
| 16.                                            | «Event: I Refuse»                              |                                                | Дзюн Сеноуе                                    |                                                | 0:44                                           |
| 17.                                            | «Boss: Egg Dealer»                             |                                                | Дзюн Сеноуе                                    |                                                | 2:05                                           |
| 18.                                            | «Ending: Android Ending»                       |                                                | Ютака Мінобе                                   |                                                | 0:51                                           |
| 19.                                            | «Event: Strategy»                              |                                                | Томоя Отані                                    |                                                | 1:28                                           |
| 20.                                            | «Event: Recollection of the Ark»               |                                                | Кен'їті Токої                                  |                                                | 0:31                                           |
| 21.                                            | «Event: Way to the Ark»                        |                                                | Дзюн Сеноуе                                    |                                                | 0:18                                           |
| 22.                                            | «Space Gadget»                                 |                                                | Дзюн Сеноуе                                    |                                                | 2:15                                           |
| 23.                                            | «Cosmic Fall»                                  |                                                | Дзюн Сеноуе                                    |                                                | 2:45                                           |
| 24.                                            | «Event: Perplexity»                            |                                                | Дзюн Сеноуе                                    |                                                | 0:45                                           |
| 25.                                            | «Event: Commander’s Memories»                  |                                                | Дзюн Сеноуе                                    |                                                | 1:27                                           |
| 26.                                            | «Event: The Grudge»                            |                                                | Дзюн Сеноуе                                    |                                                | 0:35                                           |
| 27.                                            | «Event: If What You Say is True…»              |                                                | Дзюн Сеноуе                                    |                                                | 0:27                                           |
| 28.                                            | «Ending: Sad Ending»                           |                                                | Ютака Мінобе                                   |                                                | 1:03                                           |
| 29.                                            | «Event: Feel the Black Power»                  |                                                | Дзюн Сеноуе                                    |                                                | 0:48                                           |
| 30.                                            | «Black Comet»                                  |                                                | Дзюн Сеноуе                                    |                                                | 3:12                                           |
| 31.                                            | «Event: Sea of Sorrow»                         |                                                | Дзюн Сеноуе                                    |                                                | 0:25                                           |
| 32.                                            | «Event: Forth into the Black»                  |                                                | Дзюн Сеноуе                                    |                                                | 0:38                                           |
| 33.                                            | «Final Haunt»                                  |                                                | Дзюн Сеноуе                                    |                                                | 3:58                                           |
| 34.                                            | «Event: Break You Down»                        |                                                | Ютака Мінобе                                   |                                                | 0:46                                           |
| 35.                                            | «Boss: Diablon»                                |                                                | Дзюн Сеноуе                                    |                                                | 1:52                                           |
| 36.                                            | «Ending: Hero Ending»                          |                                                | Ютака Мінобе                                   |                                                | 1:05                                           |
| 37.                                            | «Event: Definition of Insanity»                |                                                | Дзюн Сеноуе                                    |                                                | 0:18                                           |
| 38.                                            | «Event: The World Came Crumbling Down»         |                                                | Ютака Мінобе                                   |                                                | 0:23                                           |
| 39.                                            | «Event: My Perfect Plan»                       |                                                | Дзюн Сеноуе                                    |                                                | 1:04                                           |
| 40.                                            | «Event: Professor’s Fault»                     |                                                | Дзюн Сеноуе                                    |                                                | 0:28                                           |
| 41.                                            | «Event: Between Dark and Dawn»                 |                                                | Ютака Мінобе                                   |                                                | 1:56                                           |
| 42.                                            | «The Last Way»                                 |                                                | Ютака Мінобе                                   |                                                | 2:27                                           |
| 43.                                            | «Event: Hidden Memories»                       |                                                | Ютака Мінобе                                   |                                                | 0:36                                           |
| 44.                                            | «Event: The Real Truth»                        |                                                | Ютака Мінобе                                   |                                                | 1:31                                           |
| 45.                                            | «Event: Super Shadow»                          |                                                | Дзюн Сеноуе                                    |                                                | 0:25                                           |
| 46.                                            | «I Am… All of Me / Final Doom ver.»            | Джонні Джіоелі                                 | Дзюн Сеноуе                                    | Crush 40                                       | 3:37                                           |
| 47.                                            | «Event: The Messiah»                           |                                                | Ютака Мінобе                                   |                                                | 0:35                                           |
| 48.                                            | «Event: Finale»                                |                                                | Ютака Мінобе                                   |                                                | 1:00                                           |
| 49.                                            | «Event: I Am… The Story is Over»               |                                                | Дзюн Сеноуе                                    |                                                | 0:47                                           |
| 65:48                                          |                                                |                                                |                                                |                                                |                                                |

## Озвучування
Shadow the Hedgehog - перша гра серії Sonic the Hedgehog, де колишні актори були замінені на акторів дубляжу 4Kids Entertainment. Персонажі японською були озвучені тими самими сейю, що у Sonic Adventure.
Японська та американська версії гри для PlayStation 2 та Xbox мають обидва варіанти озвучування, разом із субтитрами. У європейській версії функцію зміни мови видалено. У Xbox-версії, щоб змінити озвучування, потрібно змінити мову в меню консолі. А через обмежений розмір міні-диска, версія для GameCube озвучена тільки однією мовою відповідно до регіону консолі, однак у налаштуваннях можна змінити мову субтитрів.
| Персонаж                        | Японський актор озвучування | Англійський актор озвучування |
| ------------------------------- | --------------------------- | ----------------------------- |
| Їжак Шедоу                      | Кодзі Юса                   | Джейсон Гріффіт               |
| Їжак Сонік                      | Дзюн'їті Канемару           | Джейсон Гріффіт               |
| Блек Дум                        | Рюзабуро Отомо              | Шон Шеммель                   |
| Доктор Еґман, Джеральд Роботнік | Чікао Оцука                 | Майк Поллок                   |
| Командир G.U.N.                 | Бандзьо Ґінга               | Марк Томпсон                  |
| Марія Роботнік, секретар        | Юрі Шіраторі                | Еріка Шредер                  |
| Майлз «Тейлз» Прауэр            | Ре Хірохасі                 | Емі Пелент                    |
| Єхидна Наклз                    | Нобутосі Канна              | Ден Грін                      |
| Емі Роуз                        | Таеко Кавата                | Ліза Ортіс                    |
| Кажан Руж                       | Румі Отіай                  | Карен Лін Текетт              |
| E-123 Омега                     | Тайтен Кусунокі             | Ендрю Реннеллс                |
| Солдати G.U.N.                  | Такаші Йосіда               | Ендрю Реннеллс                |
| Крокодил Вектор                 | Кента Міяке                 | Джеймс Картер Кеткарт         |
| Хамелеон Еспіо                  | Юкі Масуда                  | Девід Віллс                   |
| Бджола Чармен                   | Йоко Теппозука              | Емі Бірнбаум                  |
| Президент                       | Ютака Накано                | Медді Блауштейн               |
| Кролиця Крим                    | Саяка Аокі                  | Ребекка Хендлер               |
| Примітки: 1. 2. 3. 4.           |                             |                               |

## Оцінки та відгуки
| Агрегатор    | Оцінка                                    |
| ------------ | ----------------------------------------- |
| GameRankings | 53,10 % (GC) 49,27 % (PS2) 52,15 % (Xbox) |
| Metacritic   | 51/100 (GC) 45/100 (PS2) 49/100 (Xbox)    |

| Видання                            | Оцінка                        |
| ---------------------------------- | ----------------------------- |
| 1Up.com                            | D-                            |
| AllGame                            | [ 53 ]                        |
| Electronic Gaming Monthly          | 5,17/10                       |
| Eurogamer                          | 5/10                          |
| G4                                 | 1/5                           |
| Game Informer                      | 4/10                          |
| GamePro                            | 2/5                           |
| GameSpot                           | 4,8/10 (GC/Xbox) 4,7/10 (PS2) |
| GameSpy                            | [ 60 ]                        |
| GameTrailers                       | 8,3/10                        |
| IGN                                | 4,9/10 (GC/Xbox) 4,7/10 (PS2) |
| Nintendo Power                     | 8/10                          |
| Nintendo World Report              | 3,5/10                        |
| Official U.S. PlayStation Magazine | 1,5/5                         |
| Official Xbox Magazine (США)       | 5,5/10 7/10 (UK)              |
| PALGN                              | 4/10                          |
| Play                               | 7,5/10                        |
| TeamXbox                           | 5,3/10                        |
| VideoGamer.com                     | 4/10                          |
| Страна игр                         | 5/10                          |

Shadow the Hedgehog після виходу отримав суперечливі відгуки, більшість із них мали негативний характер. На сайті GameRankings версія гри для GameCube має рейтинг в 53,10%, версія для Xbox - 52,15%, і версія для PlayStation 2 - 49,27%. Схожа статистика присутня і на Metacritic: середня оцінка становить 51 бал зі 100 можливих для GameCube, 49 балів для Xbox та 45 балів для PlayStation 2. Незважаючи на низькі оцінки, Shadow the Hedgehog був комерційно успішним для видавництва: на липень 2006 року було продано майже 1,6 мільйона екземплярів гри. Версії для PlayStation 2 і GameCube набули статусу «бестселера». У 2010 Official Nintendo Magazine провів опитування серед шанувальників Соніка на тему їхніх улюблених ігор серії. За підсумками цього опитування Shadow the Hedgehog зайняв 6 місце.
Переважно негативний відгук отримав геймплей Shadow the Hedgehog, який найчастіше називався непродуманим та застарілим. У російському журналі «Країна ігор» взагалі порекомендували триматися від гри подалі. Метт Хелгесон з Game Informer заявив: «Ця нова "доросла" інтерпретація Соніка не тільки болісно тупа, вона також непродумана і виглядає як зрада давніх шанувальників». Том Бромвелл висунув припущення, що фанати не куплять гру через похмуру атмосферу. Представники з GameSpy та 1UP.com назвали нову розробку Sonic Team «стрибком через акулу». Позитивний відгук про ігровий процес залишив Стів Томасон, оглядач із Nintendo Power. Він зауважив, що проєкту вдалося перейти за «край», проте він не виходить за борт насильства, а «підривати ворогів Шедоу з широким розмаїттям зброї у його розпорядженні — суцільне задоволення». Деякі журналісти порівняли Shadow the Hedgehog із першими тривимірними частинами серії. «Грубо кажучи, Shadow the Hedgehog - це той же Sonic Adventure, тільки з пістолетами, автомобілями і чорним кольором замість блакитного», - зазначив Ігор Сонін. Цю подібність також помітили рецензенти з IGN, Eurogamer та G4.
Особливої критики Shadow the Hedgehog піддавався за введення зброї, якої не було у попередніх частинах серії Sonic the Hedgehog; негативні оцінки здобули і транспортні засоби. Грег Мюллер з GameSpot вважає зброю «практично безкорисною через відсутність режиму захоплення цілі або ручного прицілювання». Автомобілі представнику сайту GameSpy здалися також непотрібними на рівнях, оскільки вони уповільнюють проходження. Неоднозначний відгук про нововведення залишив рецензент на сайті 1UP.com. Оглядач із Game Informer висловився негативно, назвавши Shadow the Hedgehog наслідувачем серій ігор Grand Theft Auto та Halo. Том Оррі (VideoGamer) вважав рукопашні бої в грі поганими, секції з використанням транспорту - «шокуючими», а з купою зброї це, на його думку, робить Shadow the Hedgehog «одною з найбрудніших ігор, коли-небудь випущених Sega». Грег Беміс, розмірковуючи про зброю у грі про Шедоу, висловив таке: «… У Sega думали, що запровадити вогнепальну зброю у грі для чорного їжака — гарна ідея. Але хто копнув трохи глибше, зрозуміє - це погана ідея…».
З мінусів гри також виділили незручну камеру, управління і атаку Шедоу. Ігор Сонін вважає, що «прірви вступили у злочинну змову з камерою: спільно ця парочка робить все можливе, щоб відбити у вас бажання грати», а «після п'ятнадцяти хвилин гри, хочеться взагалі тримати палець подалі від кнопки стрибка, щоб не вискочити куди не потрібно». Аналогічні проблеми виділив у своєму огляді й Оррі. Представник з Game Informer назвав усі втрачені життя і падіння в прірві «дешевою смертю», а через жахливу камеру управляти персонажем важко подвійно, і навіть ручне налаштування ракурсу ніяк не допомагає. Том Бромвелл описав камеру як «пустотливу». Патрік Клепек розчарувався в управлінні, оскільки воно, за його словами, «вбиває весь кайф», а всі прийоми через запровадження зброї стають непотрібними. Грег Мюллер порівняв рухи Шедоу «з гепардом на льоду». Негативні коментарі залишали у своїх оглядах рецензенти з Nintendo Power та Official Xbox Magazine.
Неоднозначно було оцінено візуальну складову гри. Представник із GameSpot позитивно відгукнувся про графіку, а звукові ефекти й тим більше. Музичний супровід він назвав відповідним для рівнів, і порадив гравцям включати в меню озвучення японською мовою, тому що англійський дубляж не передає жодного драматизму. Метт Касамассіна, підбиваючи підсумок свого огляду, назвав графіку Shadow the Hedgehog виконаною «аля-Dreamcast», і похвалив дизайнерів за створення 20 різноманітних рівнів, які митці зіпсували похмурим оформленням. Журналіст із G4 дав змішану оцінку локаціям. Йому сподобалися швидкісні ділянки, але багато телепортації не дають проходить гру. Змішаний відгук залишив Оррі, відзначивши з позитивних сторін високу дальність промальовування на деяких локаціях, але при цьому негативно відгукнувся про «потворні» візуальні ефекти, успадковані від попередніх тривимірних частин серії. Ігор Сонін із плюсів виділив крутий вступний CG-ролик і велику кількість їжаків у головних ролях. Деякі видання також відзначали падіння частоти кадрів на консолі PlayStation 2, тоді як версії для GameCube і Xbox на цю проблему не страждають.
Реграбність і сюжетна лінія отримали змішані відгуки, але в більшості випадків вони були позитивними. Представник із GameTrailers подякував розробникам за створення сюжету в стилі «вибери собі пригоду», оскільки він дає можливість переграти гру знову з іншим розвитком подій. Їм було зазначено, що нелінійний сюжет у платформерах — велика рідкість. Подібна заява звучала з боку Official Xbox Magazine. Протилежну думку залишив критик із GameSpy. У своєму огляді він не зрозумів, навіщо розробникам потрібна була історія з декількома кінцівками, якщо не розкривається тема добра і зла. Оррі вважав вибір хорошої чи поганої сторони таким, що розчаровує, оскільки він не істотно впливає на ігровий процес, через що Шедоу завжди атакують будь-які вороги. У журналі Nintendo Power розкритикували складність місій, які вимагають від гравця знаходити об'єкти та предмети. Оглядачеві з IGN хоч і не сподобався персонаж Блек Дум, але сюжет, за його словами, інтригує і змушує проходити Shadow the Hedgehog не раз. Грег Беміс у своєму огляді назвав нелінійність єдиною перевагою гри, але Еван Баркфілд не побачив жодних розвилок в історії, тому що це був лише маркетинговий хід з боку Sonic Team.

### Вплив
Після виходу гри з 2005 року видавництвом Prima Games випускалися книги, де містилося керівництво та додаткова інформація щодо Shadow the Hedgehog. У 2009 році проєкт, разом із Sonic Mega Collection Plus, був перевиданий для PlayStation 2 у вигляді бандла Sega Fun Pack: Sonic Mega Collection Plus & Shadow the Hedgehog.
Сюжет Shadow the Hedgehog був адаптований до 171 номеру комікса Sonic the Hedgehog від Archie Comics. В іншому журналі, Sonic Universe, відбувся вихід продовження гри. За сюжетом їжак Шедоу тепер працює на організацію G.U.N, і його відправляють досліджувати походження чорної комети, яка недавно впала на планету.